# L'Homme au chapeau melon
 (novembre 2012).
Si vous disposez d'ouvrages ou d'articles de référence ou si vous connaissez des sites web de qualité traitant du thème abordé ici, merci de compléter l'article en donnant les références utiles à sa vérifiabilité et en les liant à la section « Notes et références ».
L'Homme au chapeau melon est une toile de René Magritte qui date de 1964. 
On y voit un homme debout et un paysage bleuâtre. L'homme en pardessus noir et au chapeau melon est l'un des personnages typiques de la peinture magritienne. Une colombe cache la quasi-totalité du visage de l'homme. 